# Pfarrkirche Eckartsau

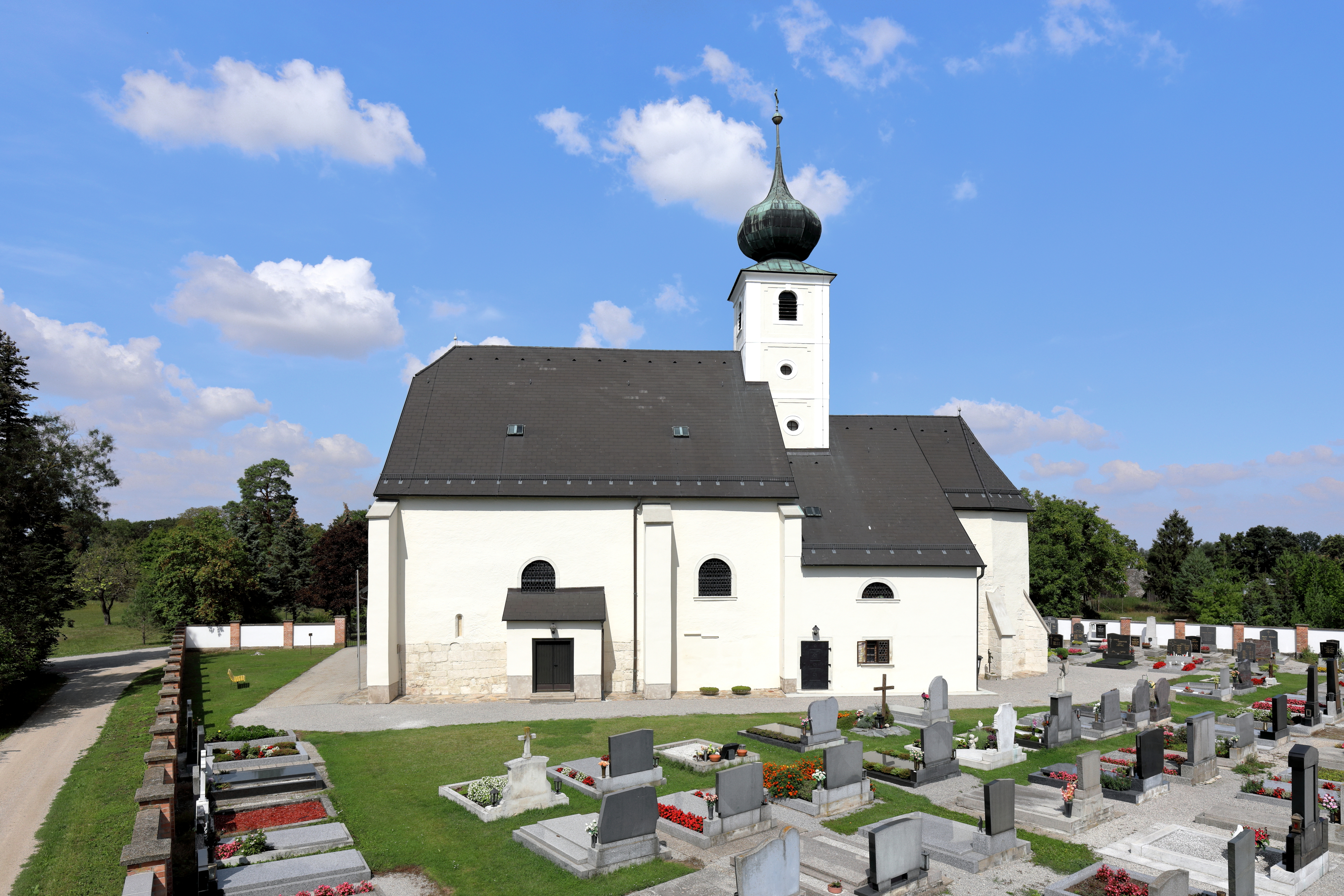
Katholische Pfarrkirche hl. Leonhard in Eckartsau

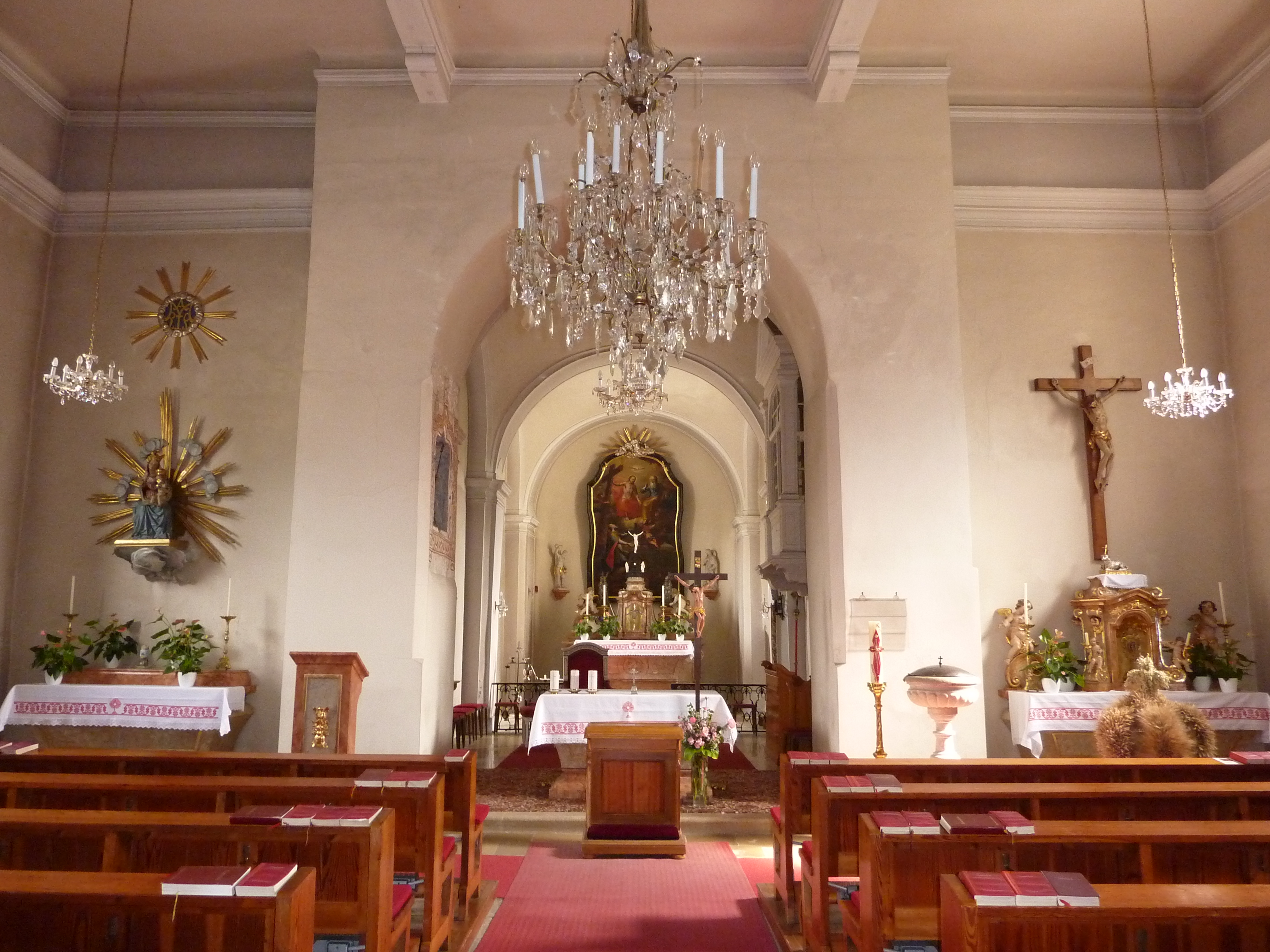
Im Langhaus zum Chor

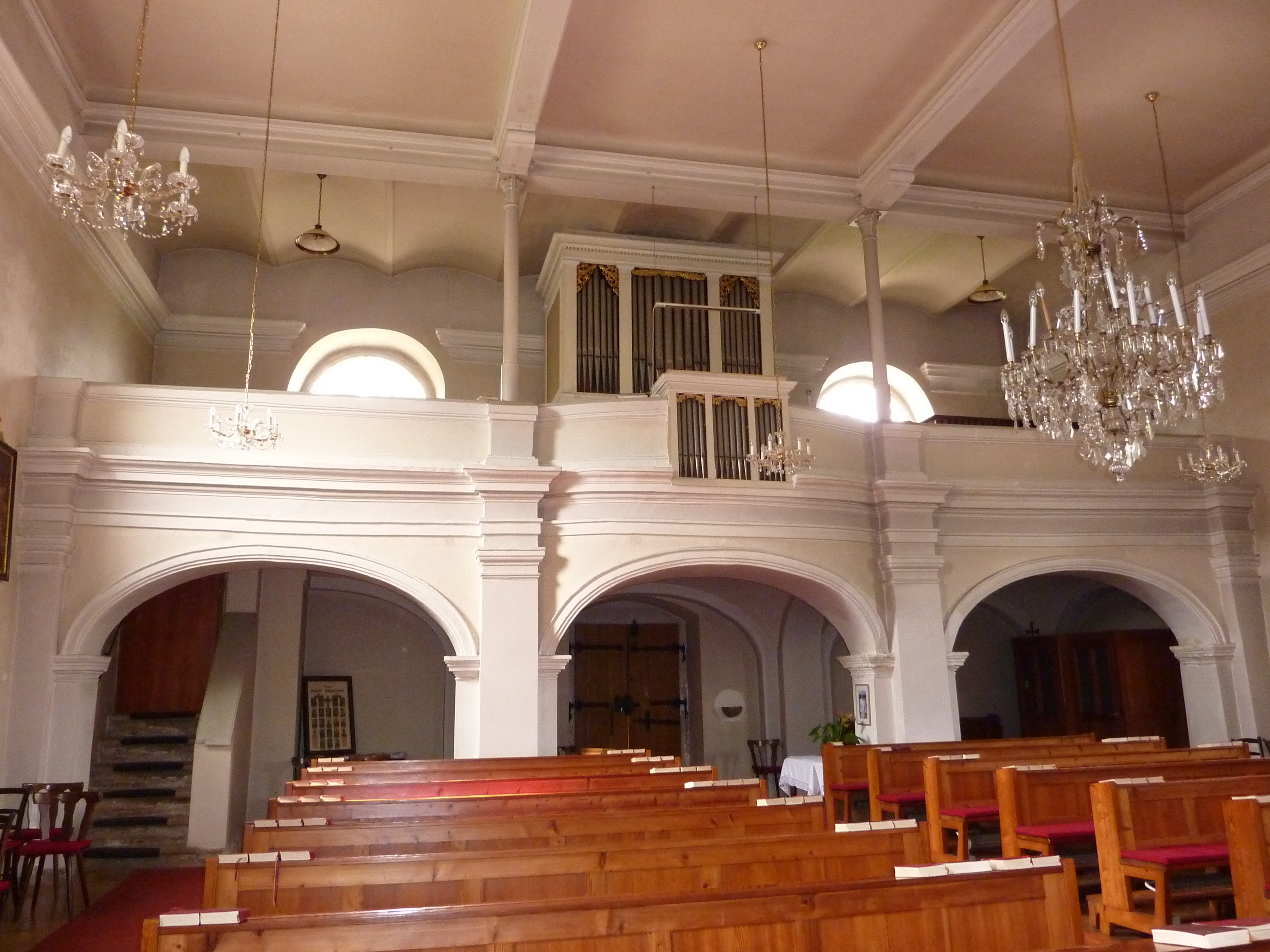
Im Langhaus zur Orgelempore

Die Pfarrkirche Eckartsau steht in der Marktgemeinde Eckartsau in Niederösterreich. Die dem heiligen Leonhard von Limoges geweihte römisch-katholische Pfarrkirche gehört zum Dekanat Marchfeld im Vikariat Unter dem Manhartsberg in der Erzdiözese Wien. Die Kirche steht unter Denkmalschutz (Listeneintrag).

## Geschichte
Eine Pfarre wird bereits für die Zeit vor 1300 angenommen, 1784 wurde sie wiedererrichtet.
Der im Kern mittelalterliche Kirchenbau wohl aus dem 14. Jahrhundert wurde unter Beibehaltung des im Kern gotischen Chores und unter Beibehaltung des vorhandenen Grundrisses 1703 barockisiert.

## Architektur
Das breit gelagerte Langhaus unter einem mächtigen Satteldach mit einer schlichten Westfront zeigt kräftige neuere Strebepfeiler und Rundbogenfenster. Der stark eingezogene Chor mit einem Fünfachtelschluss hat niedrige Strebepfeiler und hohe Rundbogenfenster. Über dem ersten Chorjoch steht der im Kern mittelalterliche gedrungene viergeschoßige Turm. Der Turm mit Rundbogenfenstern und einer Fassade mit Putzbändergliederung trägt einen Zwiebelhelm. In der südlichen Chorecke steht ein zweigeschoßiger Sakristeianbau mit einem barocken Schmiedeeisentor aus dem 18. Jahrhundert.
Das Kircheninnere zeigt sich mit einem fast quadratischen Langhaus einer ursprünglich dreischiffigen gotischen Halle. Das Langhaus hat ein umlaufendes Gesims und eine neuere kassettierte Flachdecke. Die dreiteiligen Orgelempore schwingt leicht vor und ist zwischen Gurten platzlunterwölbt. Der segmentbogige Triumphbogen ist schmal. Der zweijochige Chor ist platzlgewölbt zwischen Gurten auf Wandpfeilern, der Chorschluss ist flachbogig. In der Südwand des Chores gibt es eine rundbogige Sessionsnische und darüber ein Oratoriumsfenster.

## Ausstattung
Der barocke Hochaltar aus der ersten Hälfte des 18. Jahrhunderts hat einen freistehenden Altartisch mit einem Marmortabernakel und zeigt das Altarblatt hl. Leonhard als Fürbitter vor der Hl. Dreifaltigkeit vor einer Darstellung von Ort und Schloss, gemalt von Vitus Hrdlicka 1762.
Es gibt eine spätgotische Figur hl. Leonhard um 1500 in einer spätgotischen kielbogigen Nische am Triumphbogen, die Nische hat einen spätgotischen gemalten Dekorrahmen aus dem Anfang des 15. Jahrhunderts.
Die spätbarocke Orgel mit 10 Registern in einem klassizistischen Gehäuse wurde 1837 von Vinzenz Deutschmann begonnen und von Franz Ullmann fertiggestellt.